# أسماء الأسد
أسماء فوَّاز الأخرس (ولدت 11 أغسطس 1975 م)؛ هي زوجة الرئيس السوري السابق بشار الأسد، وتنحدر من مدينة حمص السورية. ولدت في لندن ببريطانيا. تزوَّجها الرئيس السوري السابق بشار الأسد في 18 ديسمبر (كانون الأول) 2000.

## ولادتها ونشأتها
ولدت أسماء بنت فوَّاز الأخرس في لندن، لأب يعمل طبيبَ قلب اسمه فوَّاز الأخرس، وأم دبلوماسية تعمل في السِّفارة السورية في العاصمة البريطانية، اسمها سحر العِطري. نشأت أسماء وترعرعت في لندن، وكانت تدرس في مدرسة كنيسة إنجلترا حيث كان أصدقاؤها يدللونها باسم «إيما». حصلت على شهادة (بكالوريوس) في علوم الحاسوب من كلية الملك التابعة لجامعة لندن في عام 1996. تدرَّبت على العمل المَصرفي في نيويورك، حيث بدأت مع دويتشه بانك، ثم انتقلت إلى مصرف جي بي مورغان. وهي تتقن اللغات العربية والإنجليزية والفرنسية والإسبانية.
أُعلن في أغسطس 2018 بدءُ علاجها من سرطان الثدي. وفي 3 أغسطس 2019 أعلَنت أنها شُفيت تمامًا من المرض.
أعلنت رئاسة الجمهورية في 21 مايو 2024، إصابتها بمرض الابيضاض النقوي الحاد (لوكيميا) وخضوعها للعلاج الذي يتطلب العزل، والابتعاد عن العمل المباشر والمشاركة بالفعاليات والأنشطة. وباتت حاليًّا قليلةَ الظهور في وسائل الإعلام.

## زواجها ببشار الأسد
لم يتحدَّث الرئيس بشار يومًا عن قصَّة لقائه بها، إلا أن بعض السوريين المقيمين في بريطانيا يذكرون أنه عرَفها في أثناء إقامته بلندن بين الأعوام 1992 و1994، من طريق والدها الدكتور فوَّاز الأخرس الذي يُقال إنه عمل معه في مستشفًى واحدٍ مدَّة.
ولدَت لبشار الأسد ثلاثة أولاد، ابنان: هما حافظ (4 ديسمبر 2001) وكريم (2004)، وابنة واحدة هي زين (أكتوبر 2003).

## أسماء السيدة الأولى
أطلقت أسماء برامجَ لدعم الجهود والمشاريع الخاصة بتفعيل دور الشباب، إضافة إلى مشاركتها في العديد من المجالات الاجتماعية والثقافية والاقتصادية في سوريا. فهي ترأس مؤسسة الأمانة السورية للتنمية وسعَت في زياراتها الخارجية مع الرئيس الأسد إلى نقل تجارِب الدول المتقدِّمة وخبراتها وتوظيفها في سورية. ولها عناية بمساعدة ذوي الاحتياجات الخاصَّة.
تمكَّنت أسماء الأسد من بسط سيطرتها على مختلِف قطاعات الاقتصاد في البلاد، بعد إزاحتها رامي مخلوف ابن خال الأسد، والسيطرة المباشرة على أهم شركاته، كشركة "شام القابضة" التي خضعت لحراسة النظام القضائية.
كشفت إحدى الرسائل الإلكترونية المسرَّبة، الخاصَّة بالرئيس السوري بشار الأسد وزوجته أسماء، أن الأخيرة قالت لإحدى صديقاتها: "أنا الدكتاتور الحقيقي" في العائلة، في إشارة إلى الموقع الذي تتبوَّؤه داخل الدائرة المقرَّبة من الرئيس الأسد. وقالت شبكة "سي إن إن" الإخبارية: إن أسماء كتبت تقول: "أما بالنسبة للإنصات، فأنا الدكتاتور الحقيقي، هو ليس لديه خيار"، في إشارة إلى الرئيس الأسد، بحسَب الرسالة المسرَّبة. وتقول الرسالة: إنه على الرغم من الطموحات، التي عبَّرت عنها قبل انطلاق الانتفاضة السورية بشأن الإصلاح في البلاد، «فإن أسماء الأسد لم تُبدِ أيَّ شكوك بشأن الحملة الأمنية الدموية التي يشنُّها النظام».

## اتهامها بالإرهاب
أفادت صحيفة "صنداي تايمز" البريطانية، بأن شرطة لندن فتحت تحقيقًا أوَّليًا في مزاعم تورُّط أسماء الأسد في "التحريض على ارتكاب أعمال إرهابية" في أثناء الحرب في بلدها. وأكدت الصحيفة أن قرينة الرئيس السوري تواجه ملاحقةً قضائية محتملة وإسقاط الجنسية البريطانية عنها، موضحة أن هذه الاتهامات بـ"التحريض على الإرهاب" مرتبطة بمزاعم استخدام الحكومة السورية أسلحة كيميائية في النزاع، ما تصنفه السلطات البريطانية عملًا إرهابيًّا.
وذكرت الصحيفة أن إطلاق التحقيق الأوَّلي بحق أسماء الأسد جاء بعد تقديم منظمة Guernica 37 الدَّولية للمحامين "أدلة تثبت نفوذ السيدة الأولى بين أفراد الطبقة الحاكمة في سوريا ودعمها العلني للقوَّات المسلَّحة السورية". ونقلت الصحيفة عن المتحدِّث باسم الشرطة تأكيده، أن وحدَتها المعنية بجرائم الحرب تلقَّت طلبًا متعلقًا بالنزاع السوري، وهو لا يزال في قيد البحث.
وأقرَّت الصحيفة بأنه من غير المرجَّح وصولُ زوجة الرئيس السوري إلى المملكة المتحدة لحضور محاكمتها المحتملة، ومن غير الواضح ما إذا كانت السلطات القضائية البريطانية ستمضي قدُمًا في محاكمتها غيابيًّا. ورجَّحَت الصحيفة أن تُصدر الشرطة الدَّولية "الإنتربول" "مذكرة حمراء" تمنع أسماء الأسد من مغادرة سوريا دون مواجهة خطر الاعتقال.
وكانت الولايات المتحدة فرضت عقوباتٍ جديدة على سوريا مستهدفةً مصرفها المركزي، وأدرجت عددًا من الأفراد والكِيانات على القائمة السوداء، منهم زوجة رئيس النظام أسماء الأسد، بعد اتهامها بعرقلة الجهود الرامية إلى حل سياسي للحرب، إلى جانب عدد من أفراد أسرتها، ضمن مساعٍ مستمرَّة لقطع التمويل عن حكومة الأسد.

## جوائزها وتكريمها
- المرأة العربية الأولى، من قبل هيئة المرأة العربية، 2008.[24][25]
- ميدالية رئاسة الجمهورية الإيطالية الذهبية، 2008.[26]
- دكتوراه فخرية من جامعة لاسابينزا الإيطالية، 2004.[27]

## معرض صور

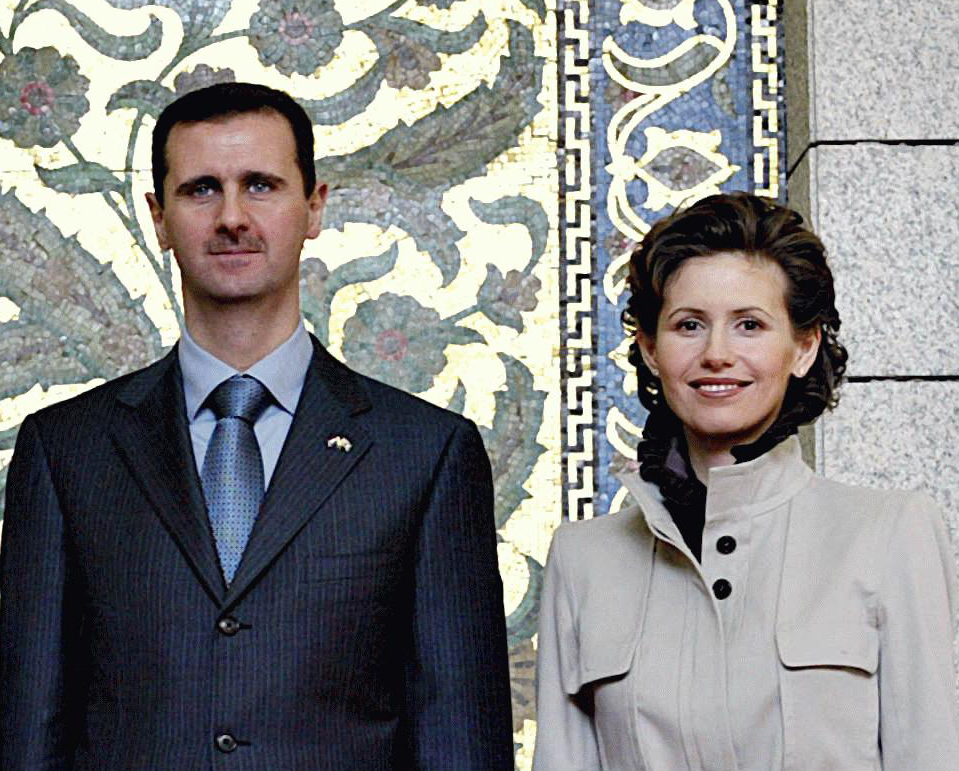
أسماء الأسد رفقة الرئيس السوري بشار الأسد في العام 2003.
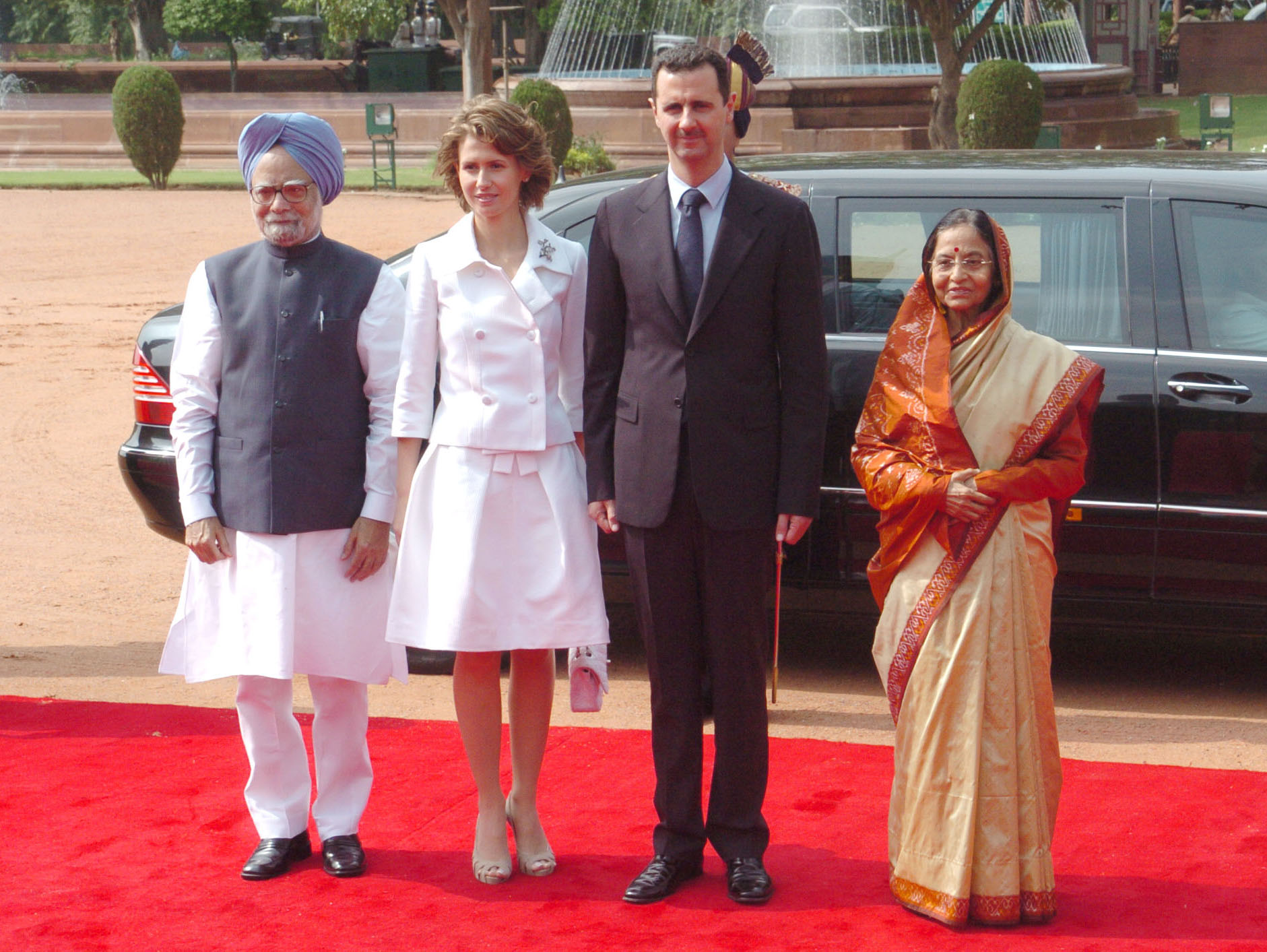
أسماء الأسد مع الرئيس السوري بشار الأسد في زيارة لهما إلى الهند في العام 2008، وفي استقبالهما كل من الرئيسة الهندية براتيبا باتيل ورئيس الوزراء الهندي .
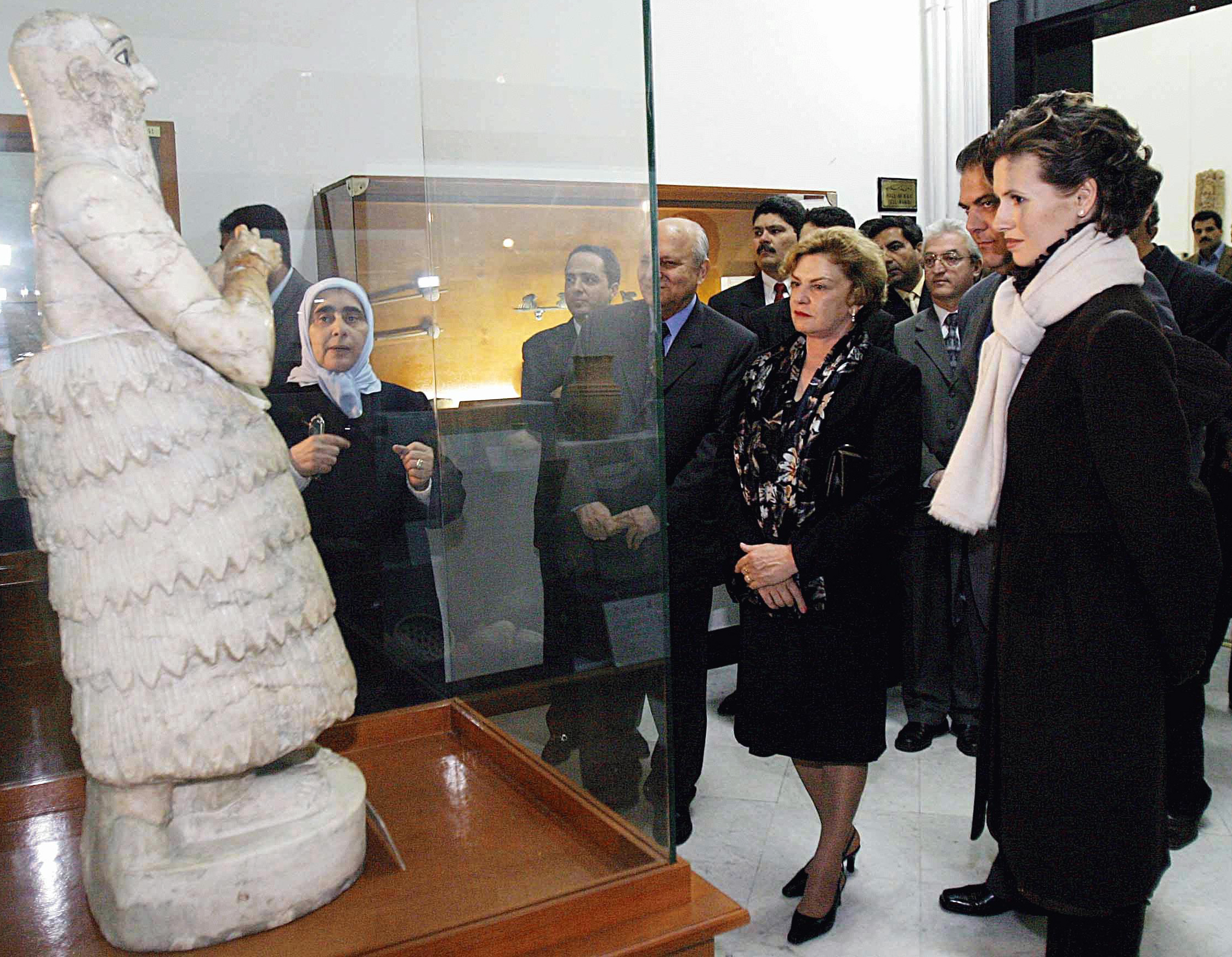
أسماء الأسد مع السيدة الأولى للبرازيل في زيارة لهما للمتحف الوطني السوري في العام 2003.
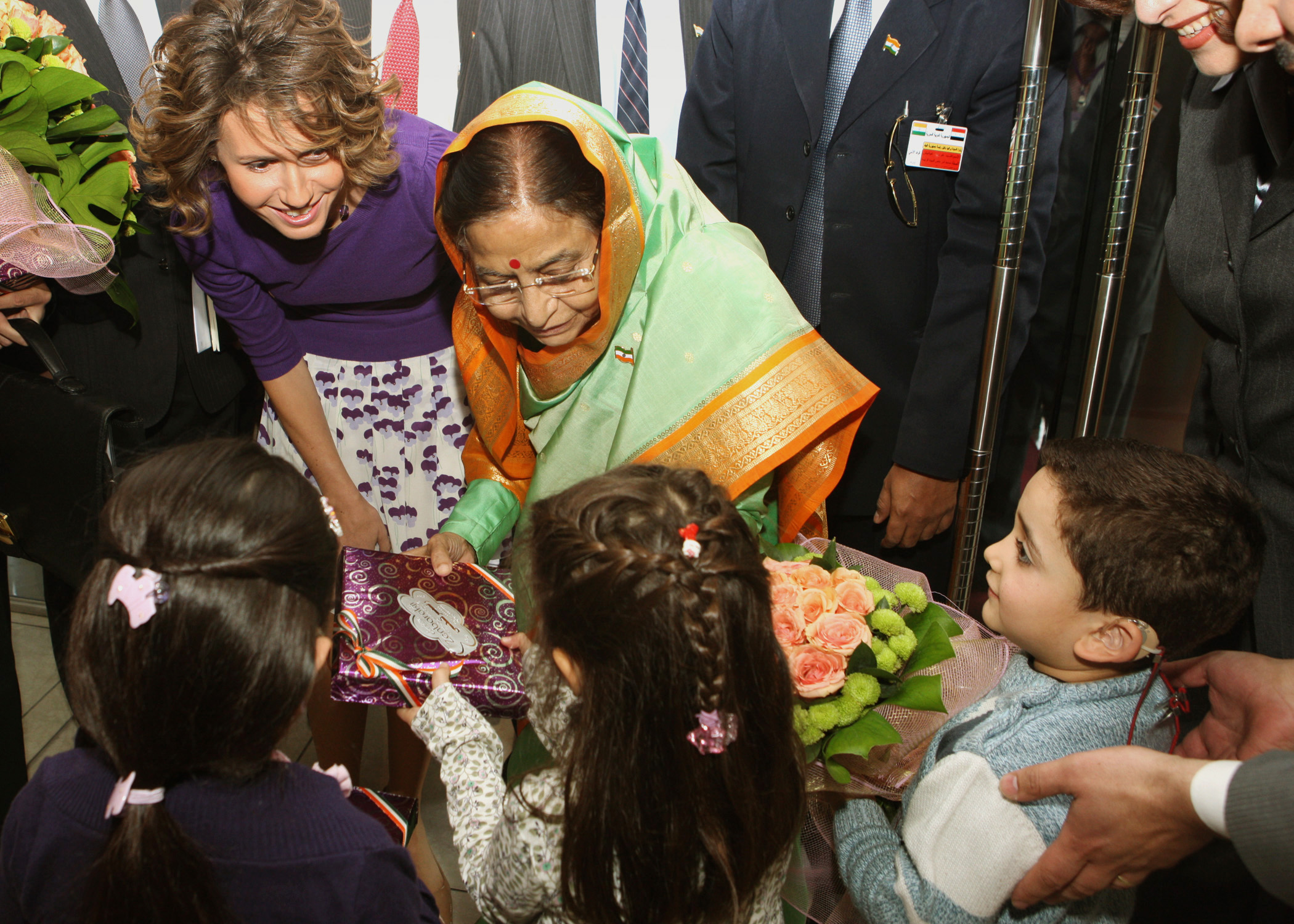
السيدة الأولى لسوريا مع رئيسة الهند براتيبا باتيل في زيارة لهما للمنظمة السورية لذوي الإعاقة (آمال) وفي استقبالهما أطفال من المنظمة.